# Acrione
Acrione (Locri, ... – V secolo a.C.) è stato un filosofo greco antico della scuola pitagorica.

## Biografia
Originario di Locri, è annoverato come discepolo di Pitagora. Venne visitato da Platone, insieme a Echecrate e Timeo, quando il filosofo ateniese venne nella Magna Grecia per conoscere la filosofia pitagorica.
Lo scrittore latino Valerio Massimo lo ha menzionato con il nome di Arione, ma il lessicografo inglese William Smith ha confermato che si tratta di una trascrizione errata di Acrione..